# Conjunto de templos de Mahakuta
El conjunto de templos de Mahakuta  (en canarés: ಮಹಾಕೂಟ) se encuentra en Mahakuta, una localidad del distrito de Bagalkot del estado de Karnataka, en India. Es un importante lugar de culto para el hindúes y la ubicación de un conocido monasterio shaiva. Los templos datan del siglo VI o VII. Fueron construidos por los primeros reyes de la dinastía Chalukya de Badami. La datación de los templos se basa en el estilo de la arquitectura que es similar a la de los templos en la cercana Aihole  y la información de dos notables inscripciones del complejo: la inscripción Pilar de Mahakuta datada entre 595–602  (escrita en sánscrito y alfabeto canarés); y una inscripción de Vinapoti, una concubina del rey Vijayaditya, fechada entre 696–733 y escrita en idioma canarés.

## Planta básica
Los artesanos de Karnataka del siglo VII lograron cierto eclecticismo en su arquitectura al construir templos de estilo dravídico del sur de India junto a templos de estilo nagara del norte de India. Además, sus estilos dravídico y nagara eran variantes locales, autóctonas y no relacionadas con los estilos arquitectónicos que prevalecían en la moderna Tamil Nadu al sur, y en India Central ("Madhyadesha") al norte. Lo consiguieron combinando la planta básica de un estilo con características del otro. Los templos de estilo dravídico tienen una torre escalonada sobre el santuario, rematada con una estructura similar a una cúpula. Los templos de estilo nagara tienen una torre curvilínea sobre un santuario de planta cuadrada, rematada por una piedra acanalada. El desarrollo de este estilo híbrido, logrado mediante la combinación de las características tipológicas de los dos estilos arquitectónicos básicos, se considera una peculiaridad de la región de Karnataka y define los inicios del estilo arquitectónico Vesara.
Un manantial natural de montaña fluye dentro del complejo del templo y alimenta de agua dulce un gran tanque llamado Vishnu Pushkarni (“Loto estanque del dios Vishnu”) y un tanque de abluciones llamado Papavinasha Tirtha (“Estanque de abluciones”). Entre los diversos santuarios del complejo, el templo Mahakuteshvara, construido en estilo dravídico, y el templo Mallikarjuna son los más grandes. Hay un pequeño santuario en el centro del estanque Vishnu Pushkarni y en él hay un Shiva linga' (símbolo universal del dios Shiva) llamado Panchamukha linga (“linga de cinco caras”), una cara para cada dirección y una en la parte superior.

## Inscripciones
El complejo de Mahakuta ha proporcionado a los historiadores dos importantes inscripciones del siglo VII. La inscripción Pilar de Mahakuta, datada entre 595–602 d. C. registra una donación hecha por Durlabhadevi, una reina de Pulakeshin I (el padre del rey Mangalesha). La reina complementó una concesión anterior con la donación de diez aldeas, incluidas Pattadakal y Aihole, al dios Mahkuteshvara Natha. Además, la inscripción proporciona información importante sobre la dinastía chalukia, sus expediciones militares, sus conquistas y sus primeros monumentos. El pilar lleva el nombre de Dharma-jayastambha (“Pilar de la victoria de la religión”) y está expuesto en un  museo arqueológico del Bijapur. La otra inscripción, atribuida a Vinapoti, concubina del rey Vijayaditya, está inscrita en el pórtico del templo de Mahakuteshvara. En ella se describe una donación de rubís y un paraguas de plata a la deidad Mahakuteshvara, además de un trozo de tierra.

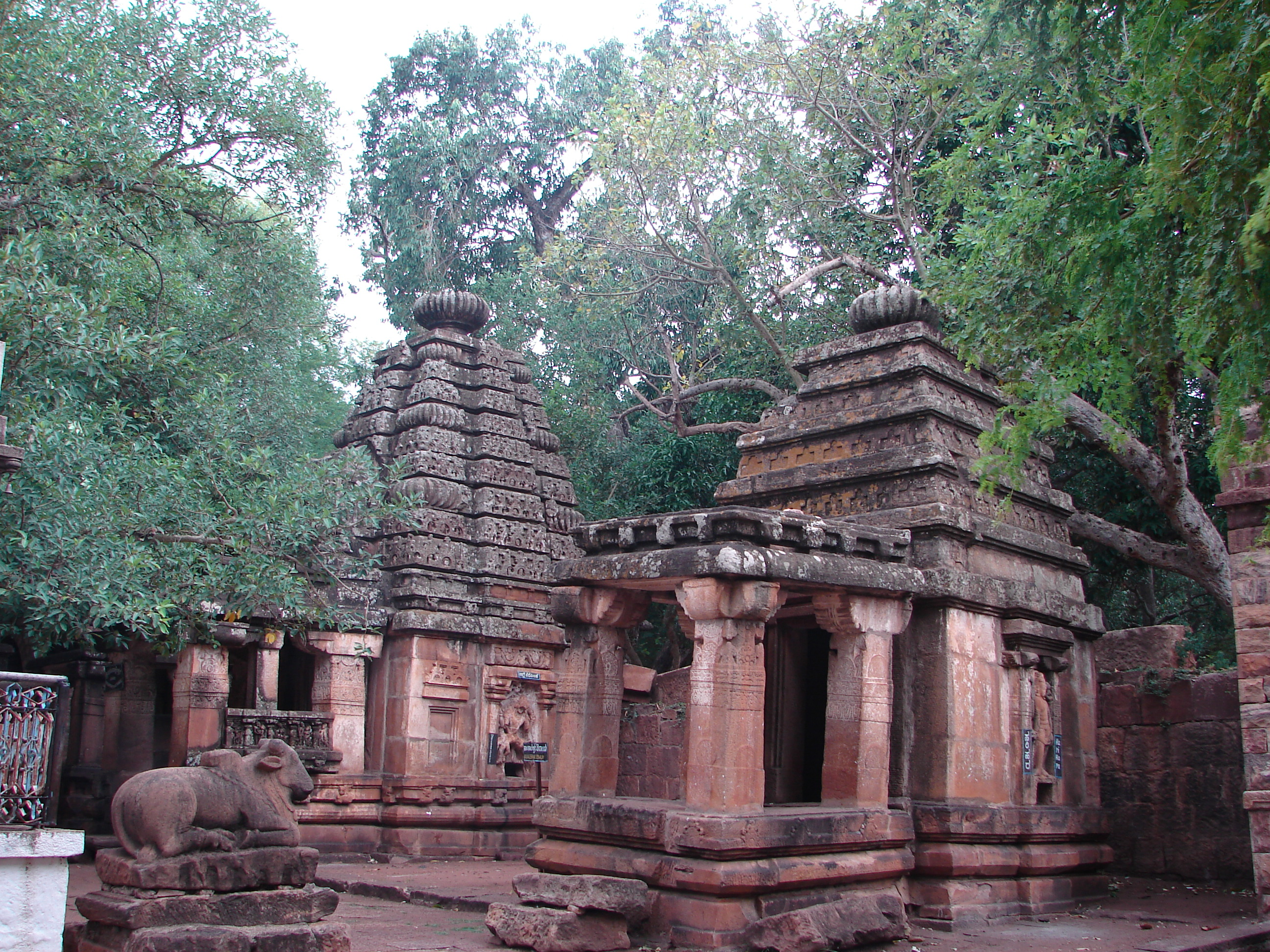
Templo de Vishnu con superestructura nagara (izquierda) y un santuario con superestructura de la Kadamba (derecha) en Mahakuta.
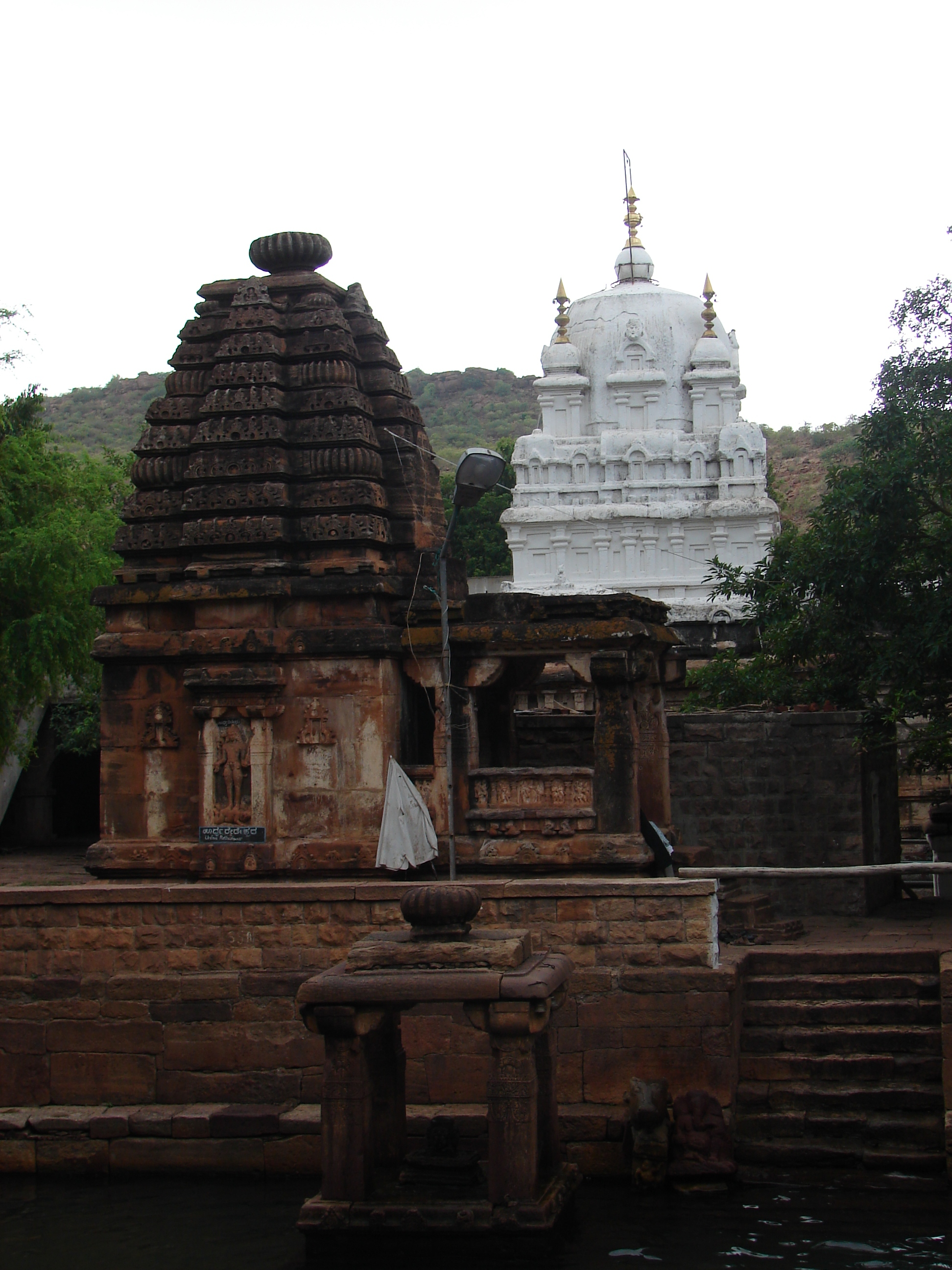
Templo Mahakuteshvara (pintado de blanco) en estilo dravida (parte trasera) y templo Sangameshvara en estilo nagara (parte delantera).
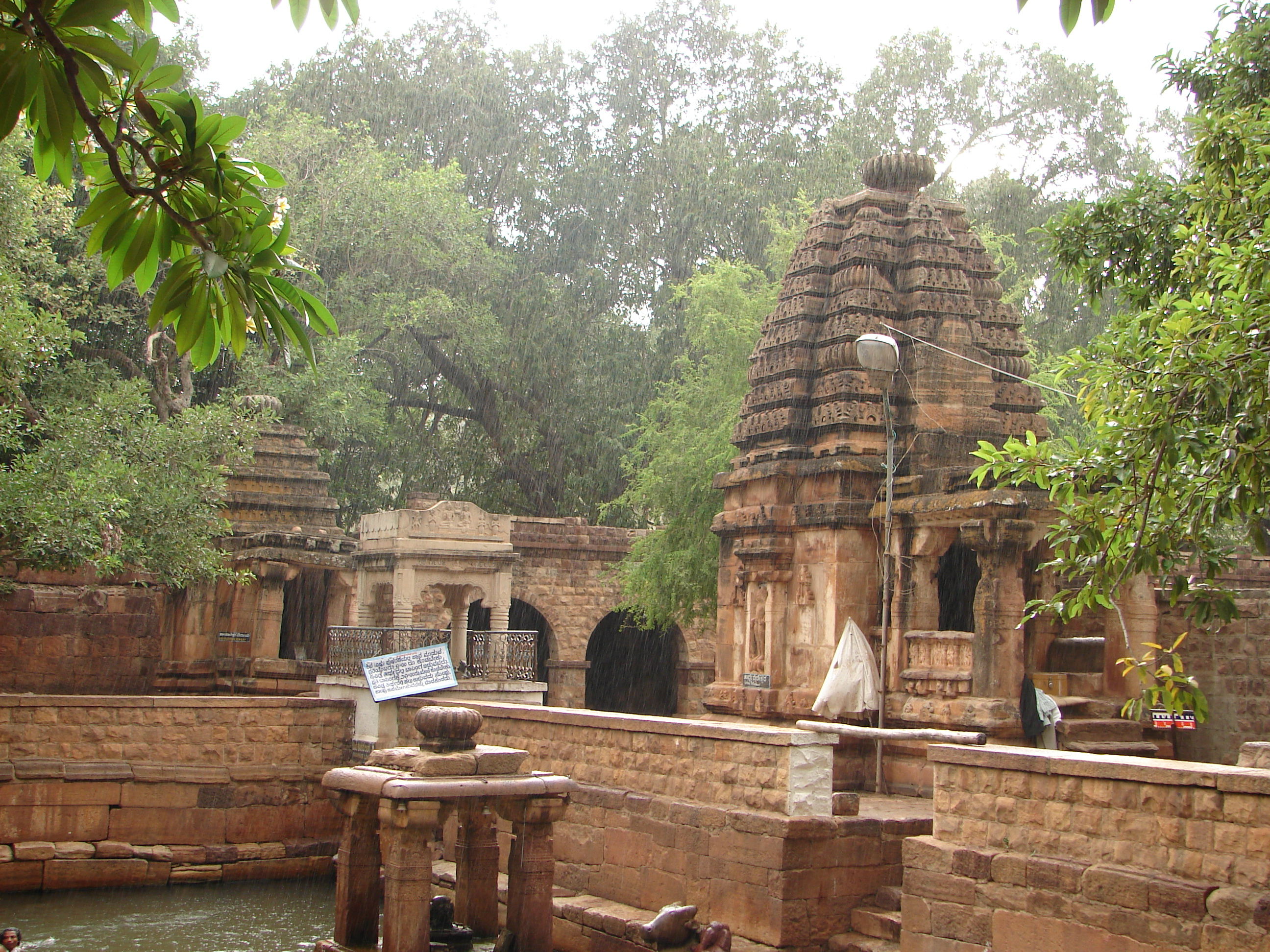
Templo de Sangameshvara con superestructura nagara en Mahakuta.
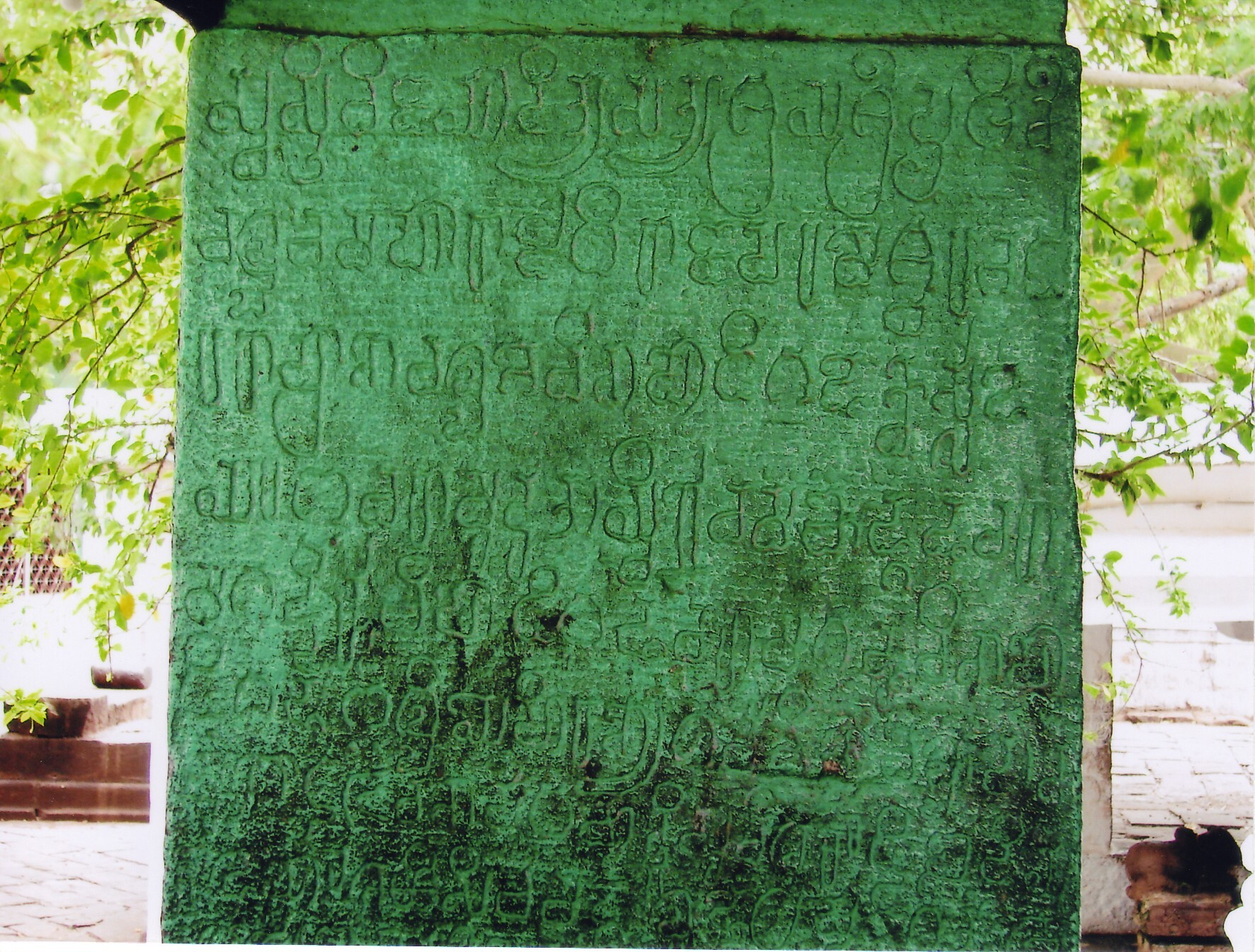
Inscripción en canarés del siglo VII de Vinapoti, concubina del rey de Badami Chalukya Vijayaditya.
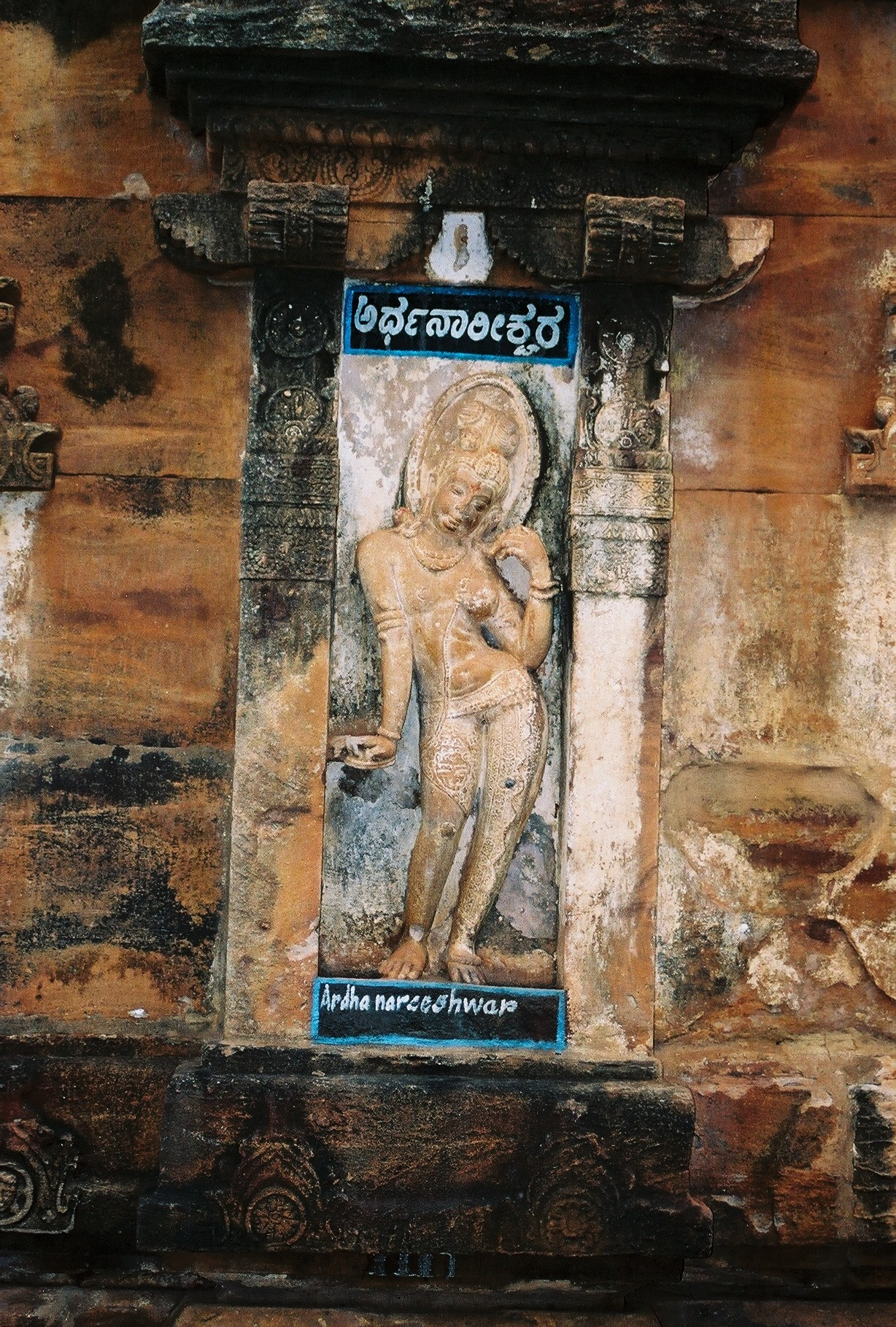
Escultura de Ardhanareeshvara (forma del dios hindú Shiva) en los templos de Mahakuta.
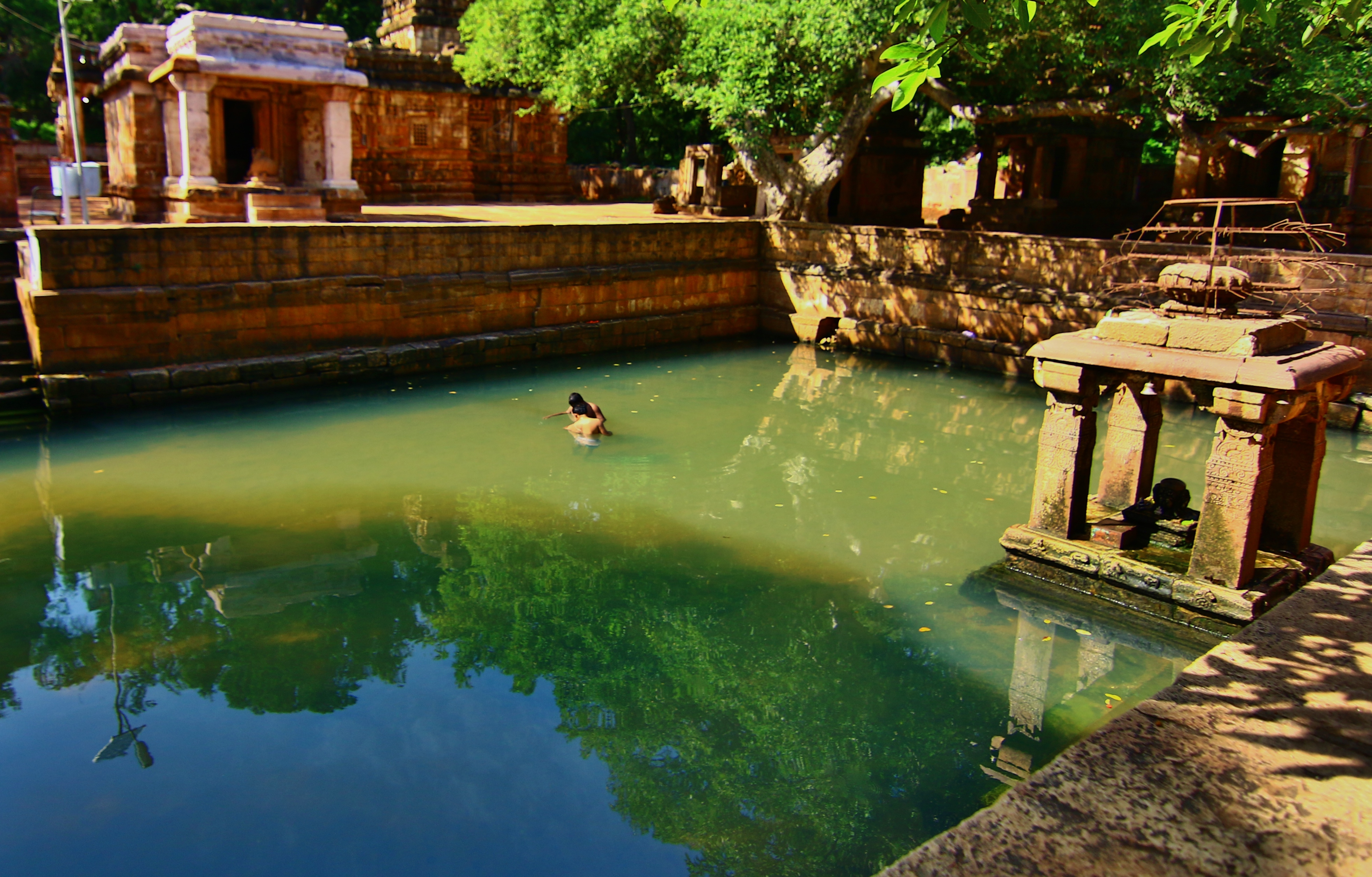
Estanque del templo de Mahakuta